# Parc national d'Erawan

Le parc national d’Erawan (thaï : อุทยานแห่งชาติเอราวัณ) est un parc national thaïlandais de 550 km2 créé en 1975. Il est situé à l'ouest dans la chaîne des collines Tenasserim et se trouve dans la province de Kanchanaburi et le district de Si Sawat.

Localisation
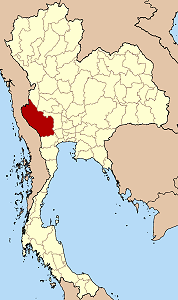
Province de Kanchanaburi
District de Si Sawat
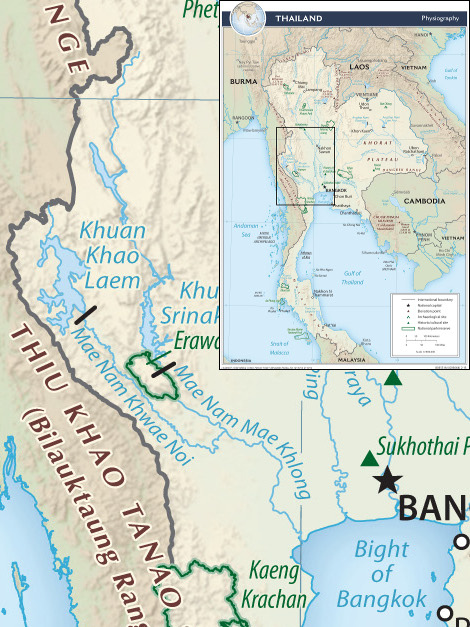
Au centre, parc national d'Erawan et au sud, parc national de Kaeng Krachan

## Description
Ce parc national est l’une des principales destinations touristiques de la Thaïlande. Il est connu du monde entier pour ses superbes petites cascades aux eaux claires et turquoise étagées sur sept niveaux nommées cascade d'Erawan.

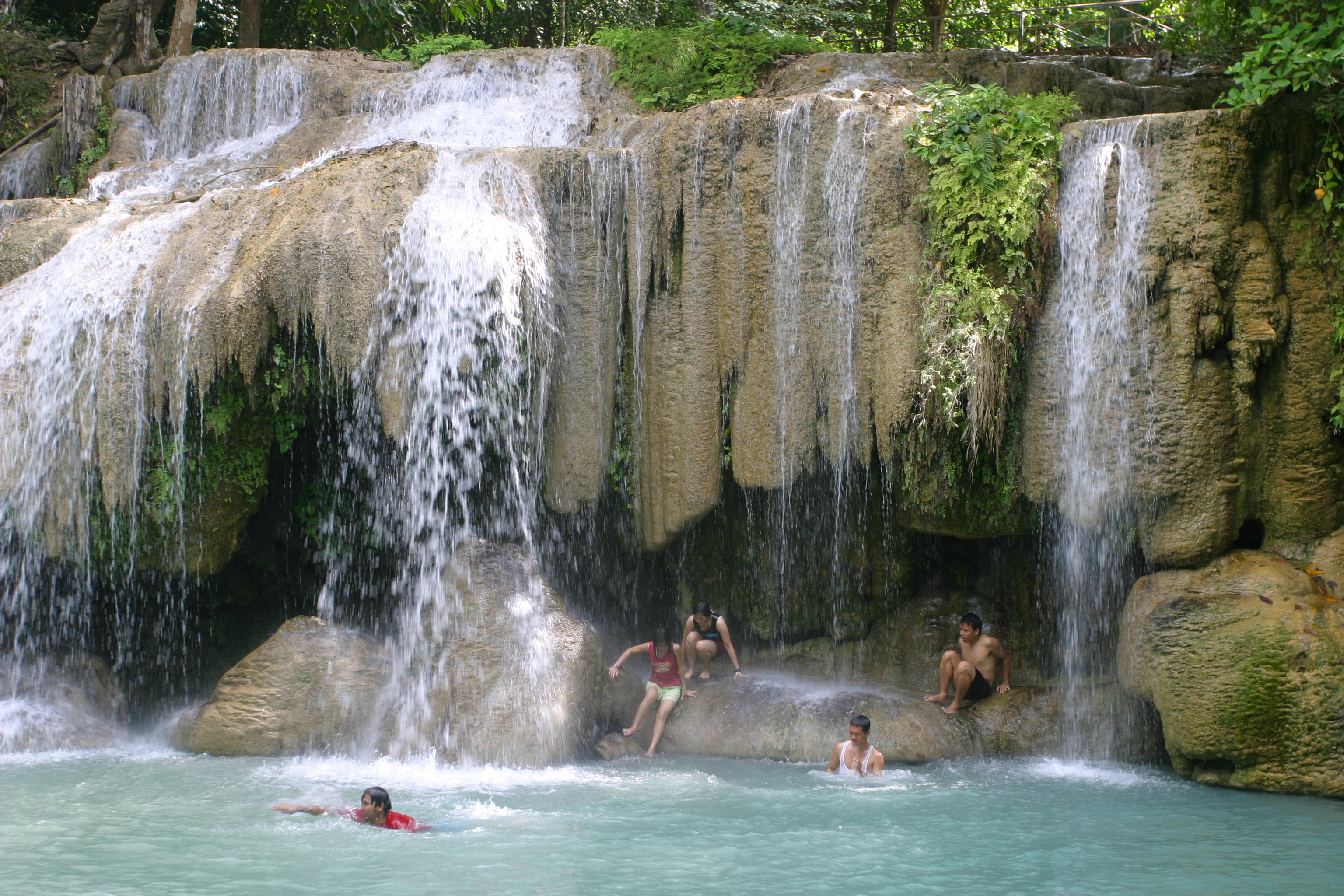
Cascade d'Erawan niveau 2 et baigneurs

Dans cette région karstique, il y a aussi de nombreuses grottes : grotte de l'ours (ถ้ำหมี / tham mi), grottes préhistoriques du bateau (ถ้ำเรือ / tham ruea) et de l’œil  (ถ้ำตาด้วง / tham ta duang), grotte de Wang Badang (ถ้ำวังบาดาล / tham Wang Badan) et grotte de Pra Tat (ถ้ำพระธาตุ / tham Phrathat)...
Le point le plus bas du parc est à 165 m d'altitude.
Au nord-est du parc national d'Erawan se trouve la colline Khao Nom Nang (เขานมนาง / mont du sein de la Dame) culminant à 752 m d'altitude.

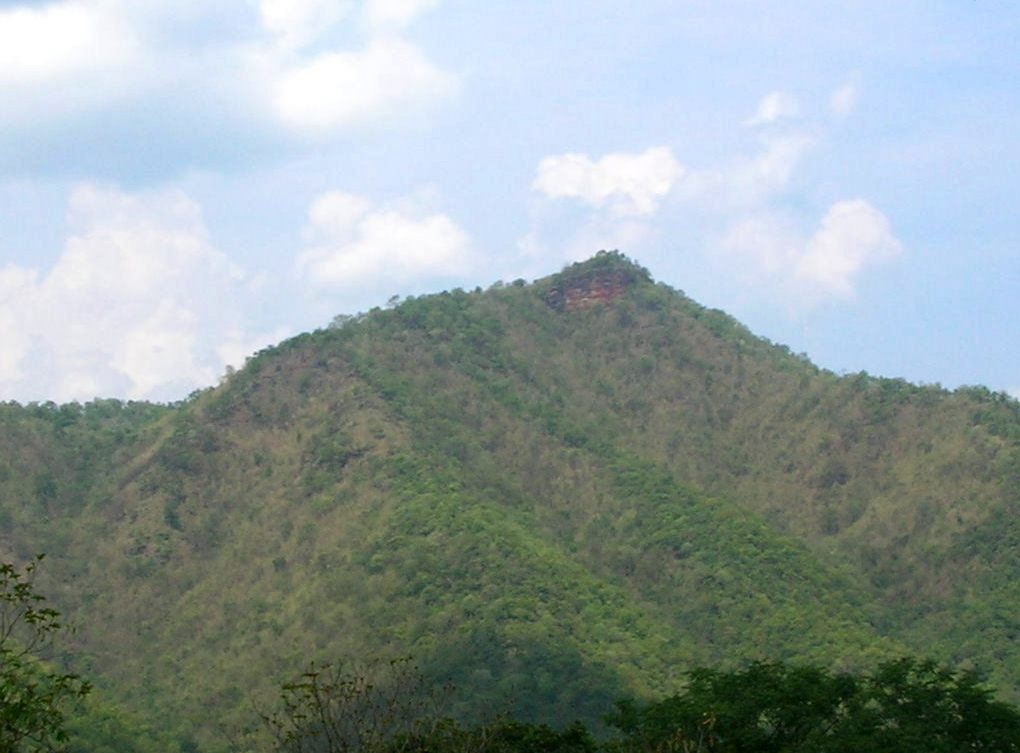
Colline du sein de la Dame, Khao Nom Nang

## Climat
La saison des pluies commence en mai et se termine en octobre ; la saison froide s’étend de novembre à janvier et la saison chaude, de février à avril.

## Faune
Le parc national d'Erawan abrite environ dix espèces de mammifères, 121 espèces d'oiseaux, dix espèces de lézards, huit espèces de serpents, deux espèces d'amphibiens, des poissons d'eau douce et évidemment des insectes, des papillons, des moustiques et bien d'autres  curiosités...

### Plus de dix espèces de mammifères
On peut rencontrer :

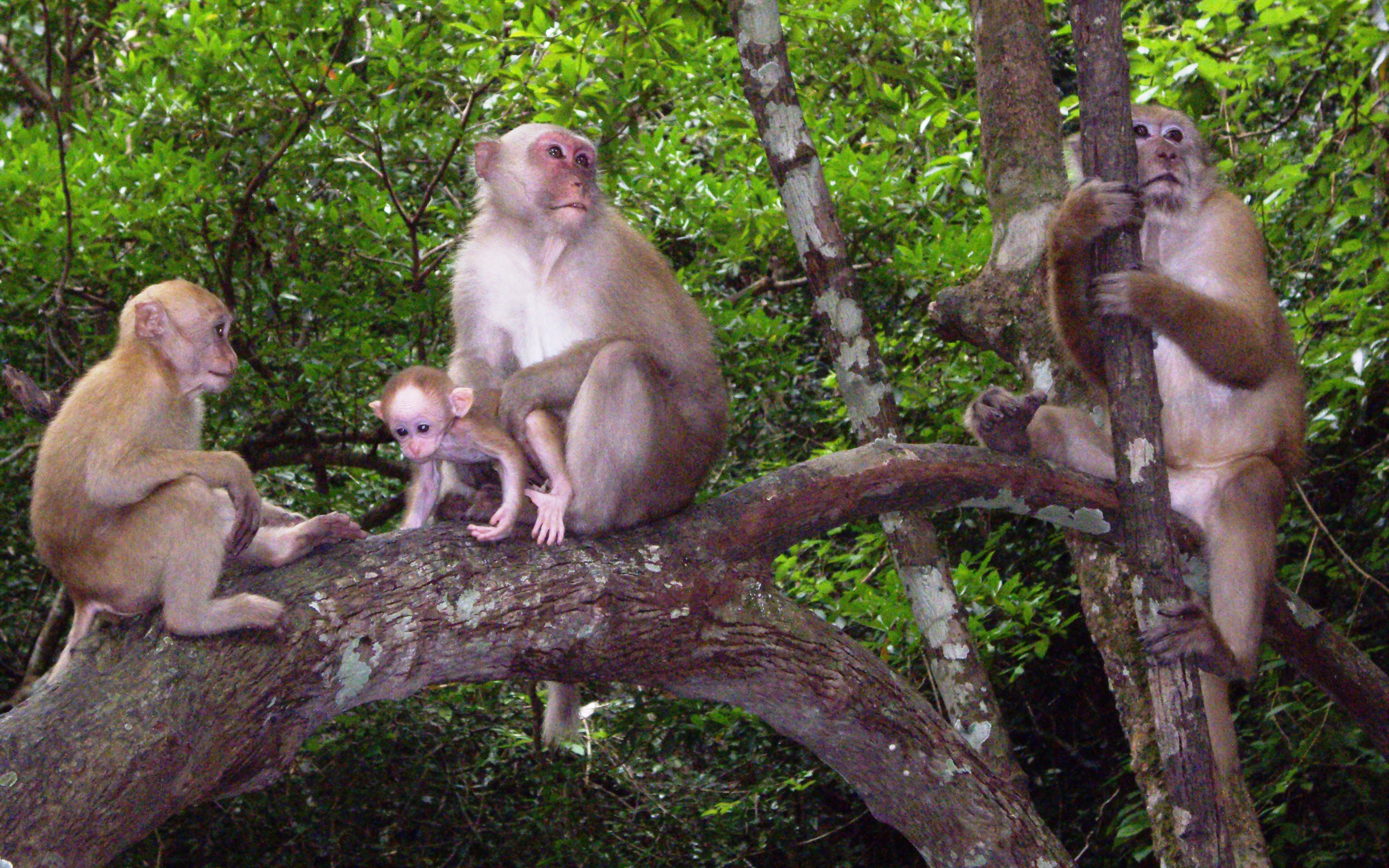
Macaques d'Assam

- des gibbons à mains blanches ; des macaques crabiers et des macaques d'Assam ; des semnopithèque de Phayre et loris nycticèbes ;
- des petits cerfs aboyeurs muntjacs et des grands cerfs sambars ;
- des saros d'Indochine et des gorals gris ;
- des éléphants d'Asie ;
- des cochons sauvages (sangliers) ;
- des lièvres du Siam (Lepus peguensis ou lièvres de Birmanie) ;
- des écureuils volants petaurista petaurista ;
- des toupayes ;
- des ours noirs d'Asie ;
- des chats-léopards, des civettes palmistes hermaphrodites…

### Environ 121 espèces d'oiseaux
On peut observer des bazas huppards et des serpentaires bacha ; des coqs sauvages, des faisans éperonniers chinquis et des faisans leucomèles ; des grands coucals ; des pics à coiffe grise ; des râles à poitrine blanche ; des rolliers indiens et des rollier indochinois coracias affinis  ; des tourterelles tigrines ; des vanneaux indiens ... et une multitude de passereaux akalats à poitrine tachetée,bulbuls de Blanford, gobemouches monarques azurés (ou tchitrecs azurés), shamas à croupion blanc etc.

### Douze espèces de lézards
On peut apercevoir :

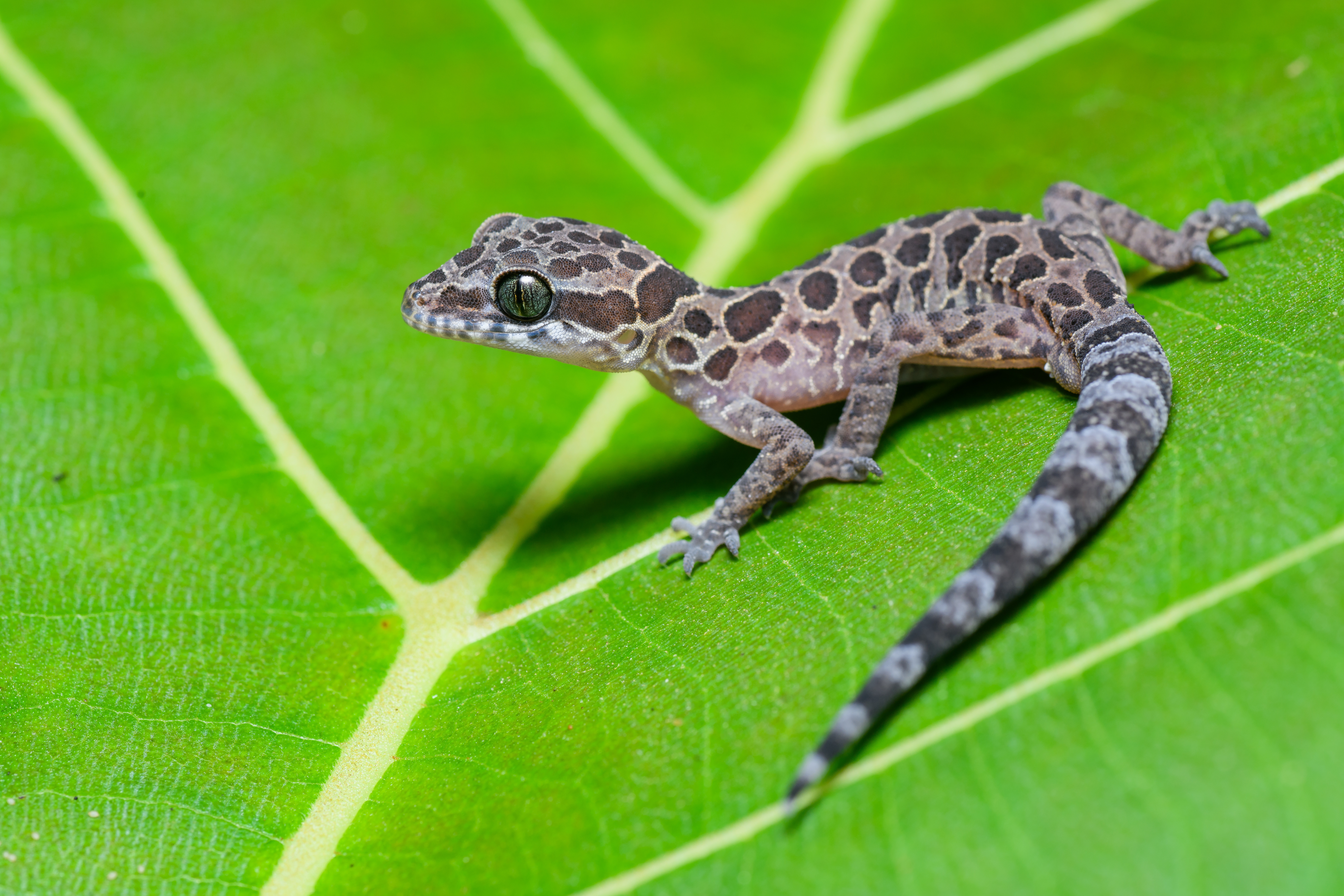
Gecko cyrtodactylus peguensis.

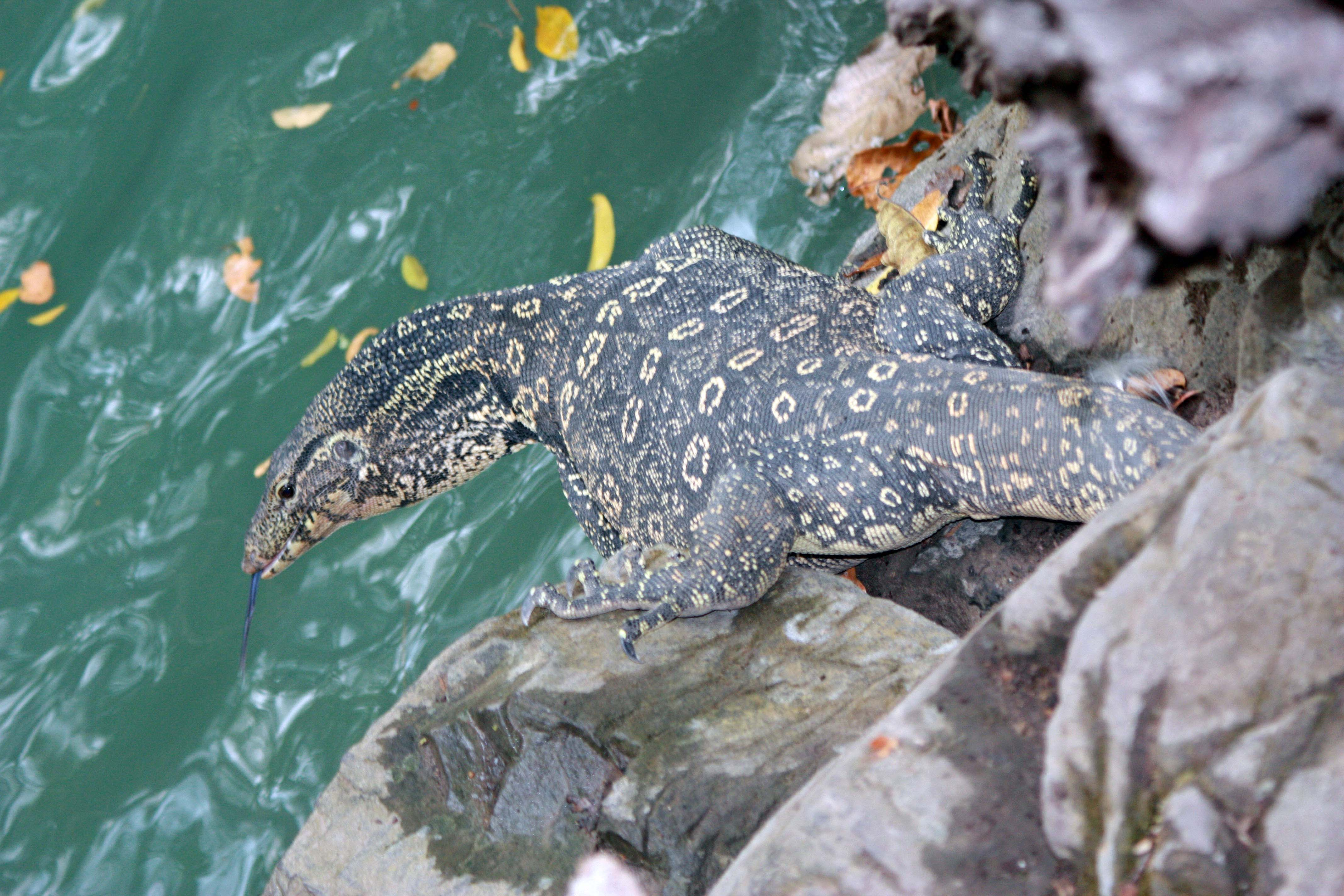
Varan malais.

- des geckos cyrtodactylus peguensis et cyrtodactylus zebraicus, geckos tokay et geckos tokehos ;
- des acanthosaures de Boulenger ;
- des lézards calotes mystaceus et agames versicolors (ou agames arlequins) ;
- des scinques à longue queue, des scinques dorés, des scincella melanosticta et des scincella punctatolineata ;
- et des varans malais.

### Onze espèces de serpents
On peut tomber sur :

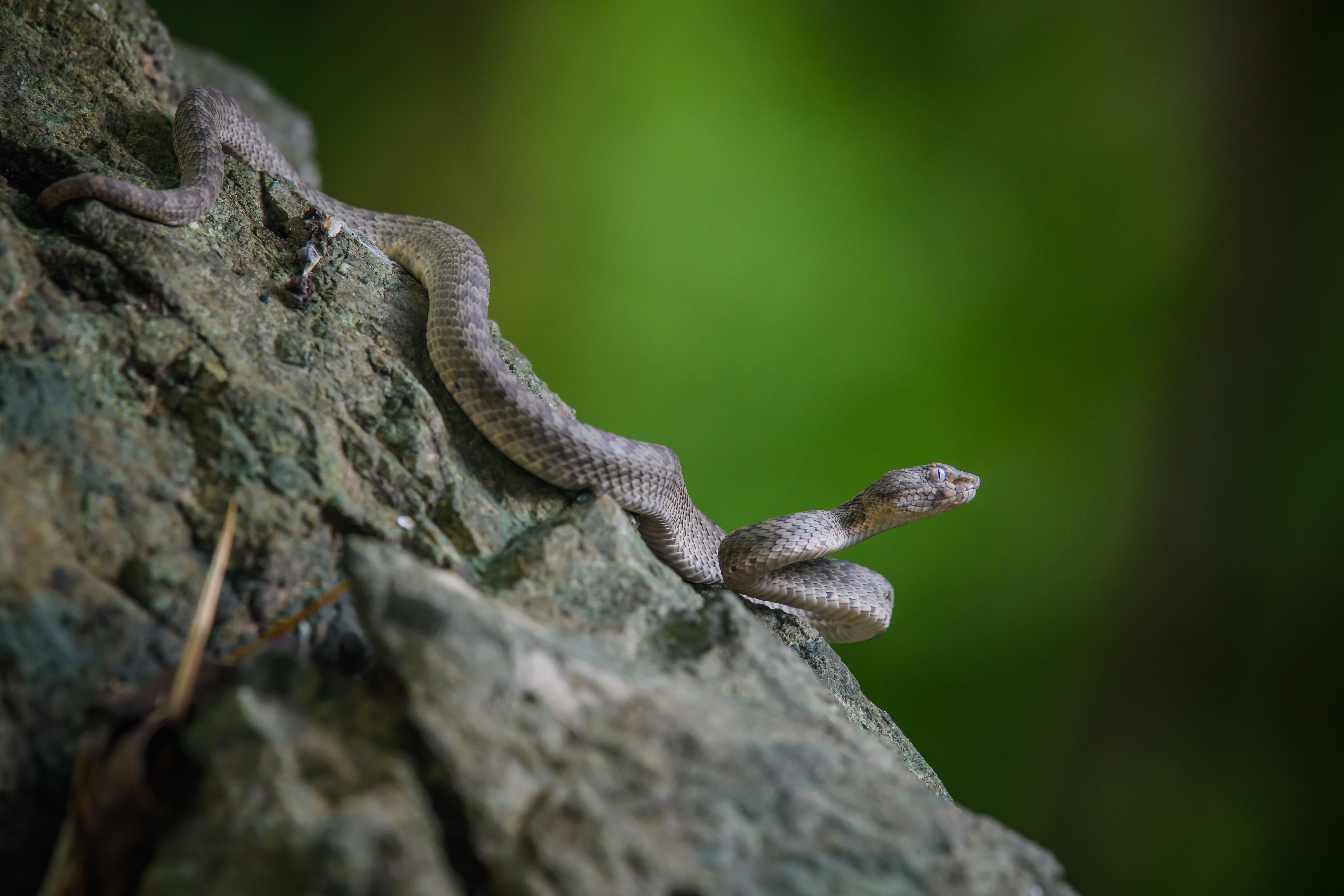
Trimeresurus kanburiensis

- des serpents venimeux trimeresurus kanburiensis ;
- des serpents extrêmement venimeux bongare annelé, bongare candide et bongare rayé ; des cobras royaux ;
- des serpents au venin peu dangereux ahaetulla prasina ;
- des serpents non venimeux lycodon laoensis et des ptyas korros ;
- des couleuvres volantes chrysopelea ornata ;
- des pythons molures birmans et des pythons réticulés.

### Trois espèces d'amphibiens
Il y a des crapauds masqués, des leptobrachium smithi et des fejervarya limnocharis.

### Des poissons d'eau douce
Dans les cours d'eau, on trouve : 

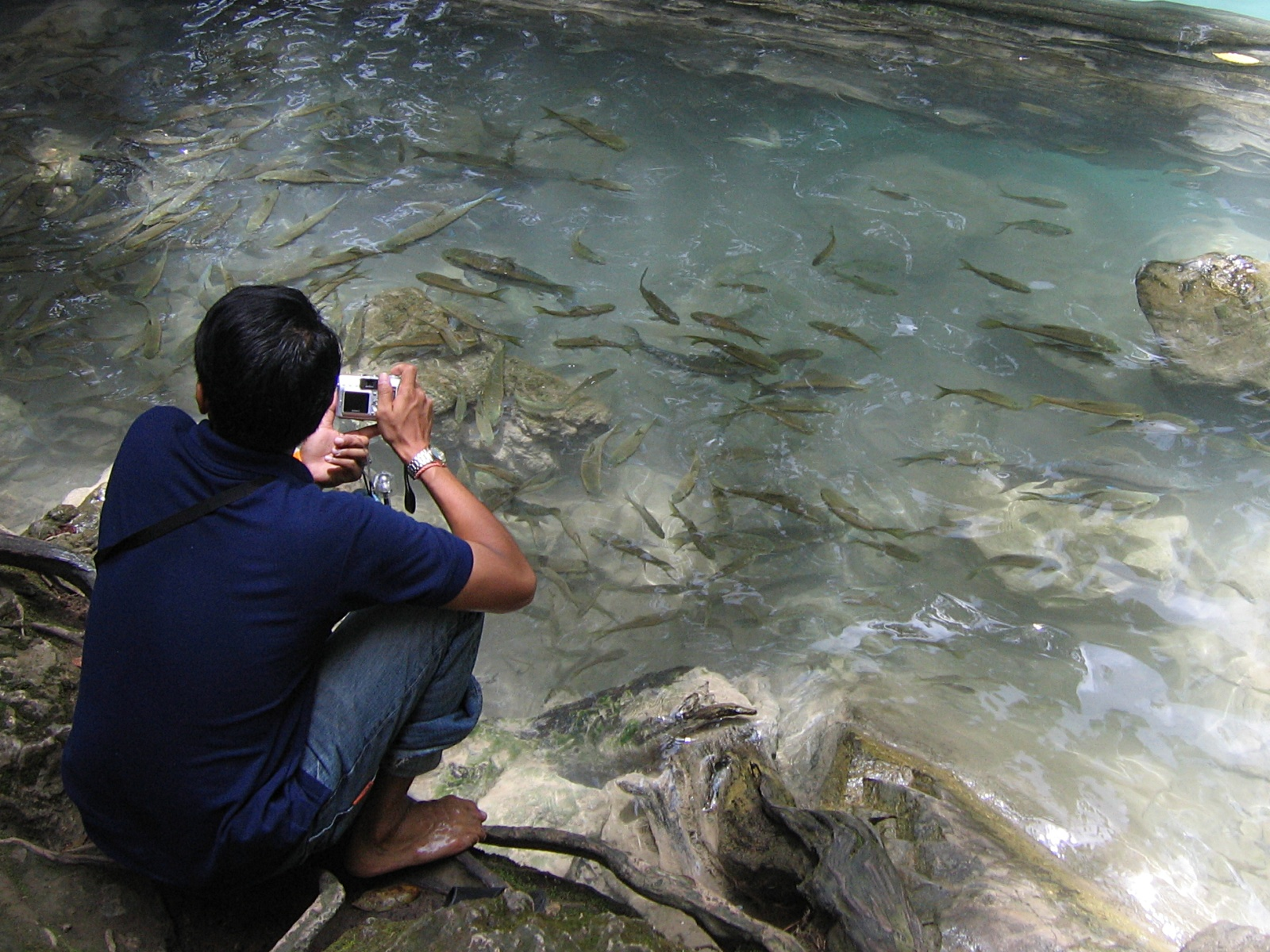
Neolissocheilus stracheyi

- des channidae poissons à tête de serpent ;
- des cyprinidae barbonymus gonionotus, hampala dispar, neolissocheilus stracheyi et tor tambroides ;
- ainsi que des nandidae pristolepis fasciata ...

et aussi des crabes dont :
- le crabe des cascade phricotephum sirindorn ...

### Et pleins d'autres animaux plus ou moins agréables à voir
On rencontre aussi évidemment des insectes, des moustiques, des papillons, des araignées bowie low, laronius erawan, phyxioschema erawan et liphistius erawan, des sangsues et divers vers etc.

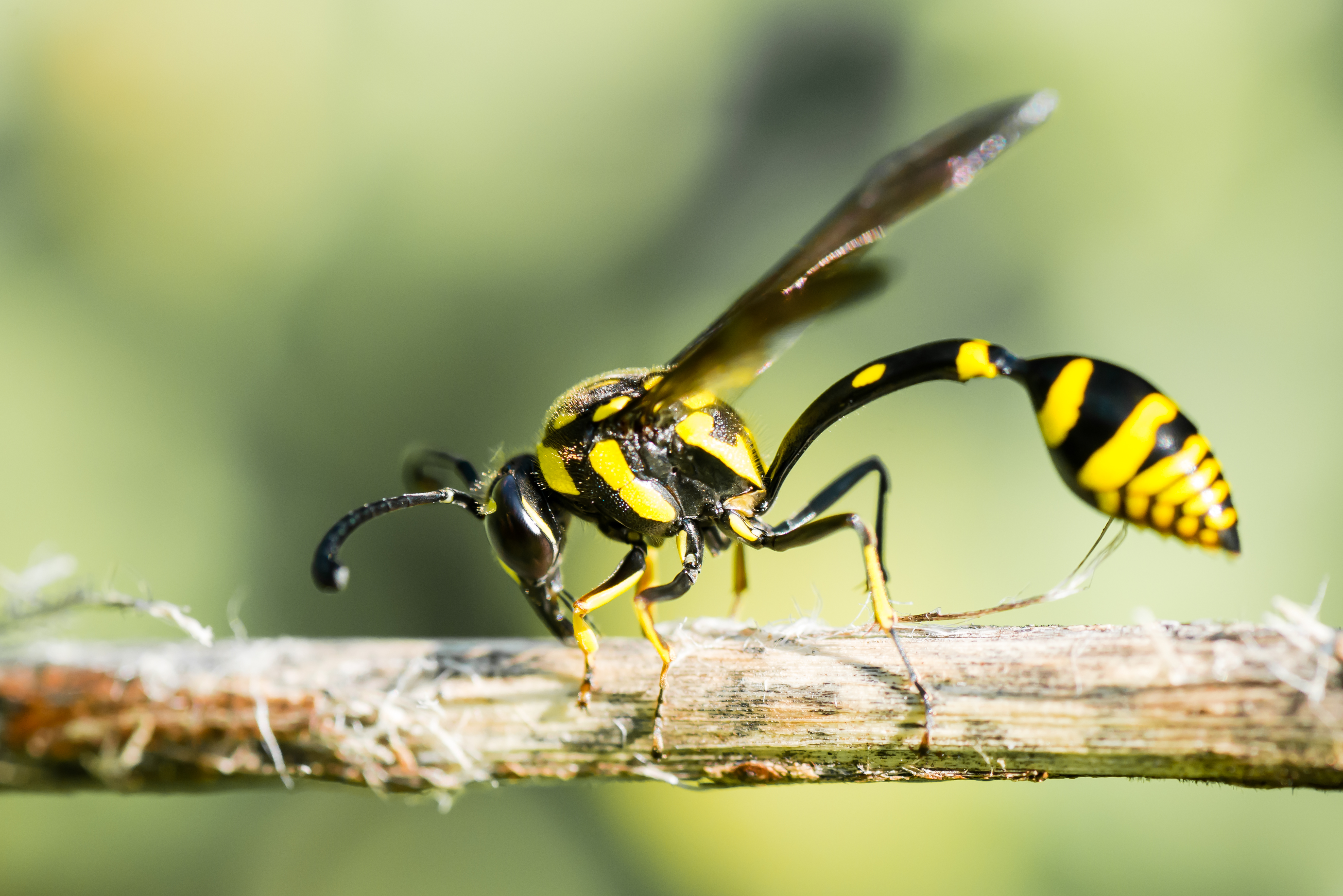
Guêpe
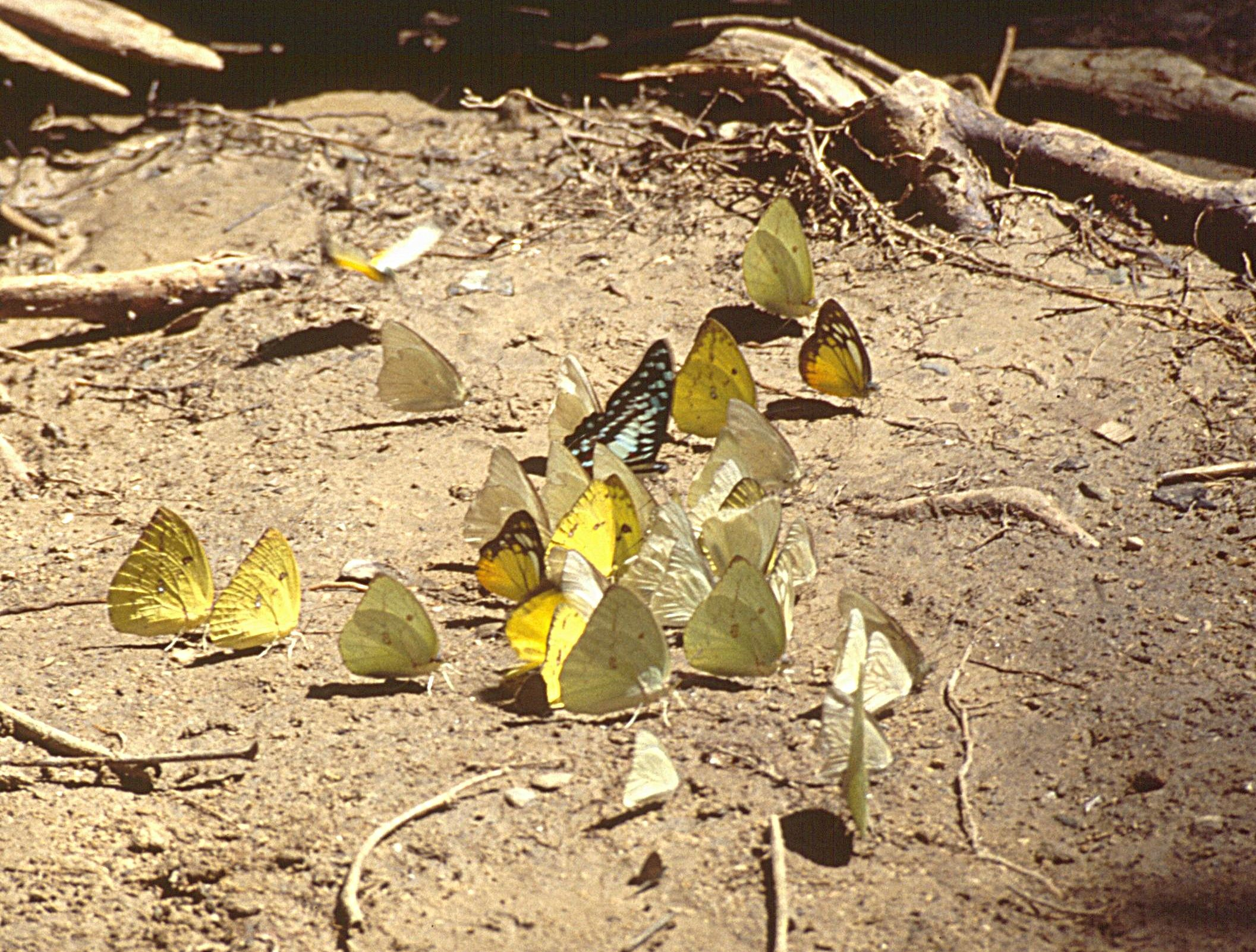
Papillons

## Flore

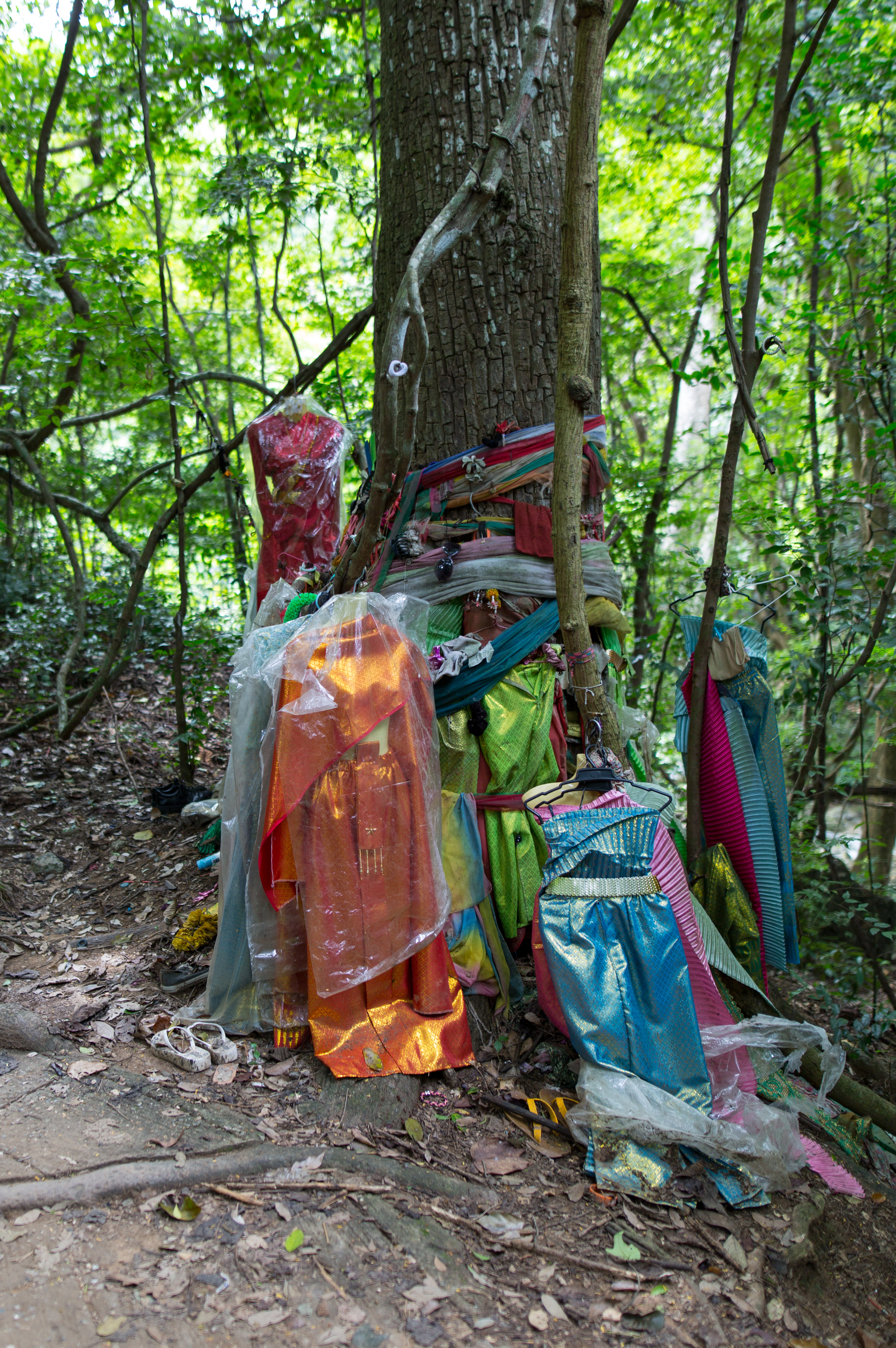
Cet arbre vénéré couvert d'offrandes de tissu est sans doute un Hopea odorata ou bien un Dipterocarpus alatus... En Thaïlande, nombreux sont ceux qui croient en la présence d'un "esprit" bienfaisant ou malfaisant appelé Dame de l'arbre (Nang Mai /นางไม้ ou ผีต้นไม้) dans certains arbres : ainsi Dame Ta-khian (นางตะเคียน / Nang Takian) qui habite un arbre Hopea odorata (en thai : ตะเคียน), réalise de nombreux miracles comme par exemple avoir de la chance aux jeux et apparaît parfois sous la forme d'une belle femme portant des vêtements thaïlandais traditionnels.

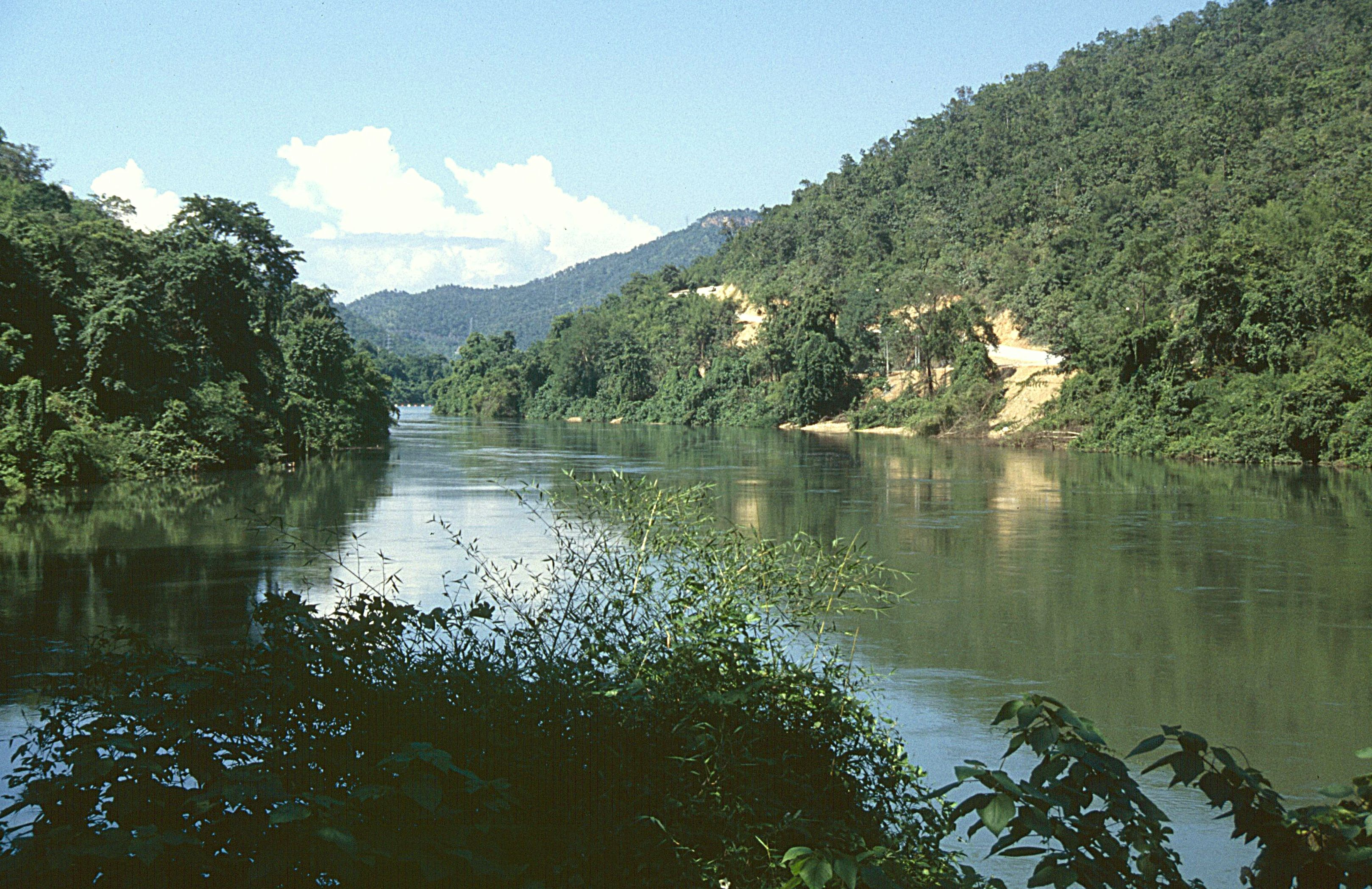

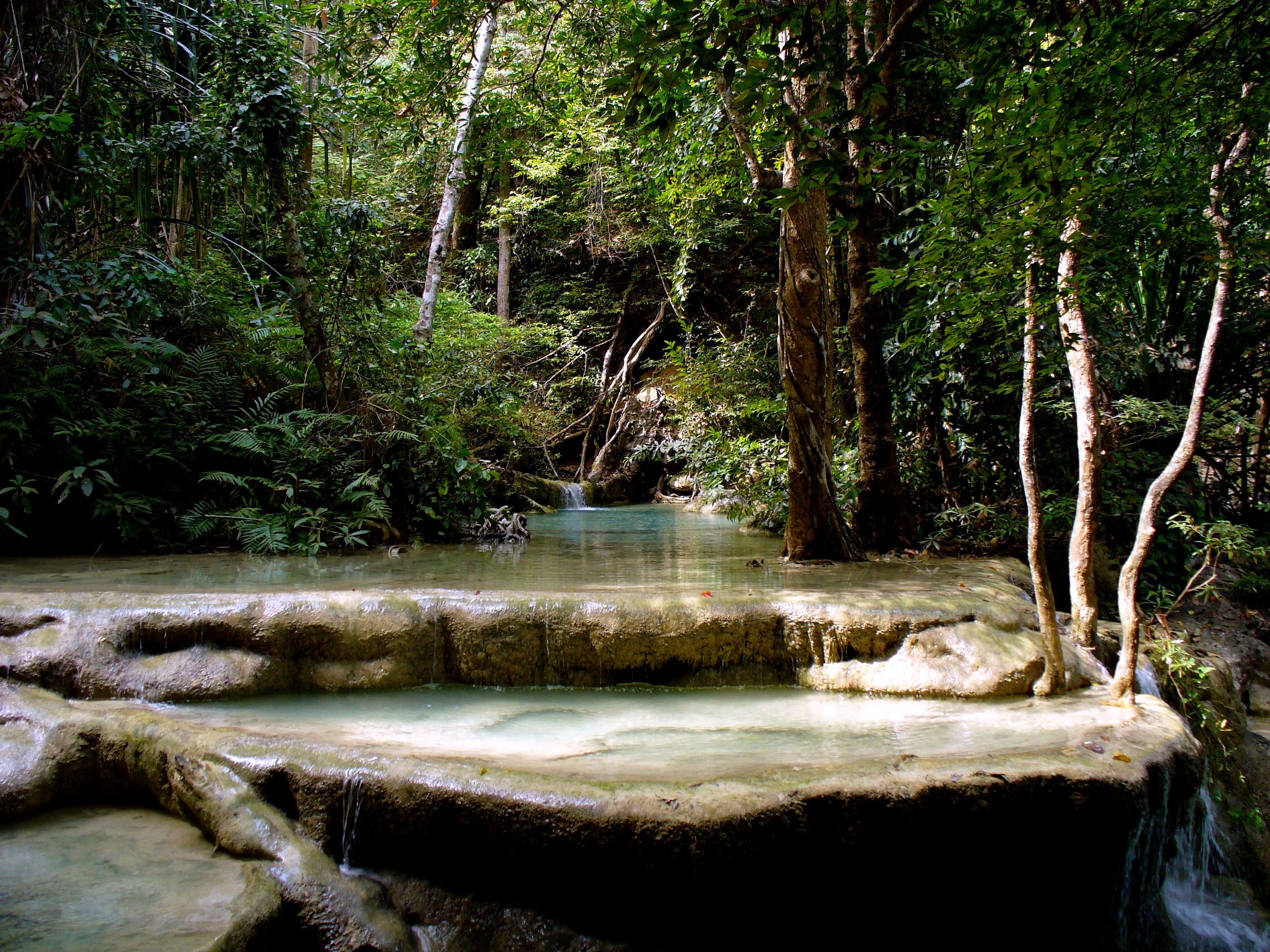

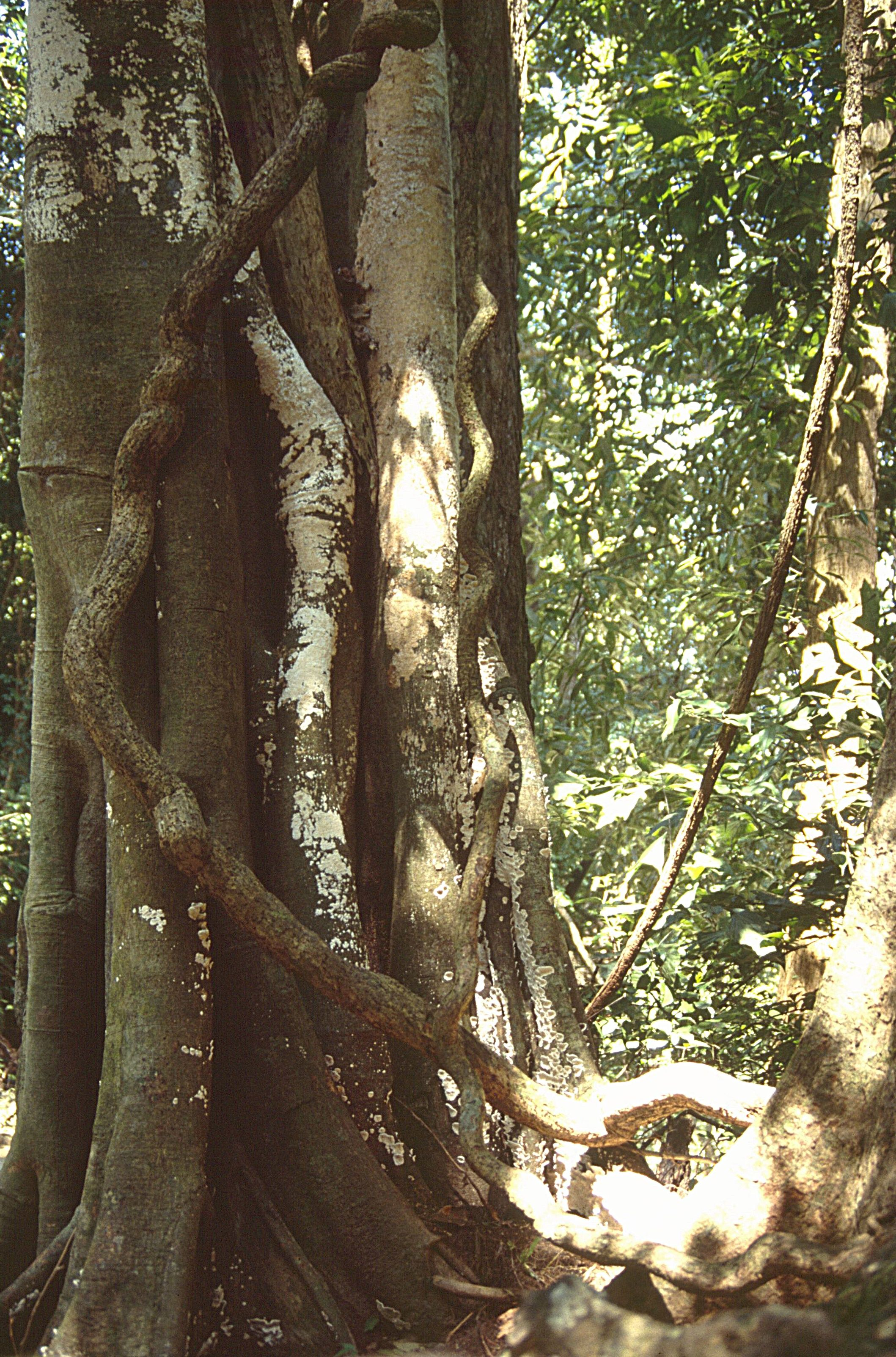
Figuier étrangleur Banyan

Dans la forêt tropicale humide (environ 80 % de la superficie de ce parc national) poussent essentiellement  :
- des arbres : arbres à orchidées bauhinia racemosa et bauhinia saccocalyx, afzelia xylocarpa et pterocarpus macrocarpus ; antidesma twaitesianum ; terminalia elliptica ; cratoxylum maingayi ; spondias mombin ; homalium tomentosum ; diospyros mollis ; jamelonier ; jujubier ziziphus oenoplia ; prunier mombin ; rauwenhoffia siamensis ; vitex canescens ...
- des bambous comme le dendrocalamus membranaceus et le tryrsostachys siamensis ...
- des plantes telles le gingembre shampooing ou amome sauvage zingiber zerumbet et cheilocostus speciosus etc.

En altitude, entre 600 et 800 m dans la forêt tropicale sèche (forêt de jungle) (environ 15 % de la superficie de ce parc national) poussent principalement des arbres :
- des arbres : hopea odorata ; arbre à orchidées bauhinia scandens ;dita ou quinquina d'Inde alstonia scholaris ; sterculier fétide sterculia foetida ; chukrasia velutina ; garuga pinnata ; polyalthia viridis ; syzygium svenska... ;
- des arbustes : jasmin jasminus elongatum et tarenna colinsae ... ;

- des bambous : calamus diepenhorstii etc.

Dans la petite zone de forêt de dipterocarpus (environ 2 % de la superficie de ce parc national) poussent  :
- des arbres : shorea obtusa et shorea siamensis ; chêne quercus kerrii ; amla ; lannea coromandelica ; holarrhena pubescens ; morinda elliptica ; myrobolan emblique ; scleropyrum pendandrum ; xylia xylocarpa ;
- des herbes : alternanthera paronichyoides, brachiaria mutica, phyllanthus niruri etc.